# Tatranská horská služba

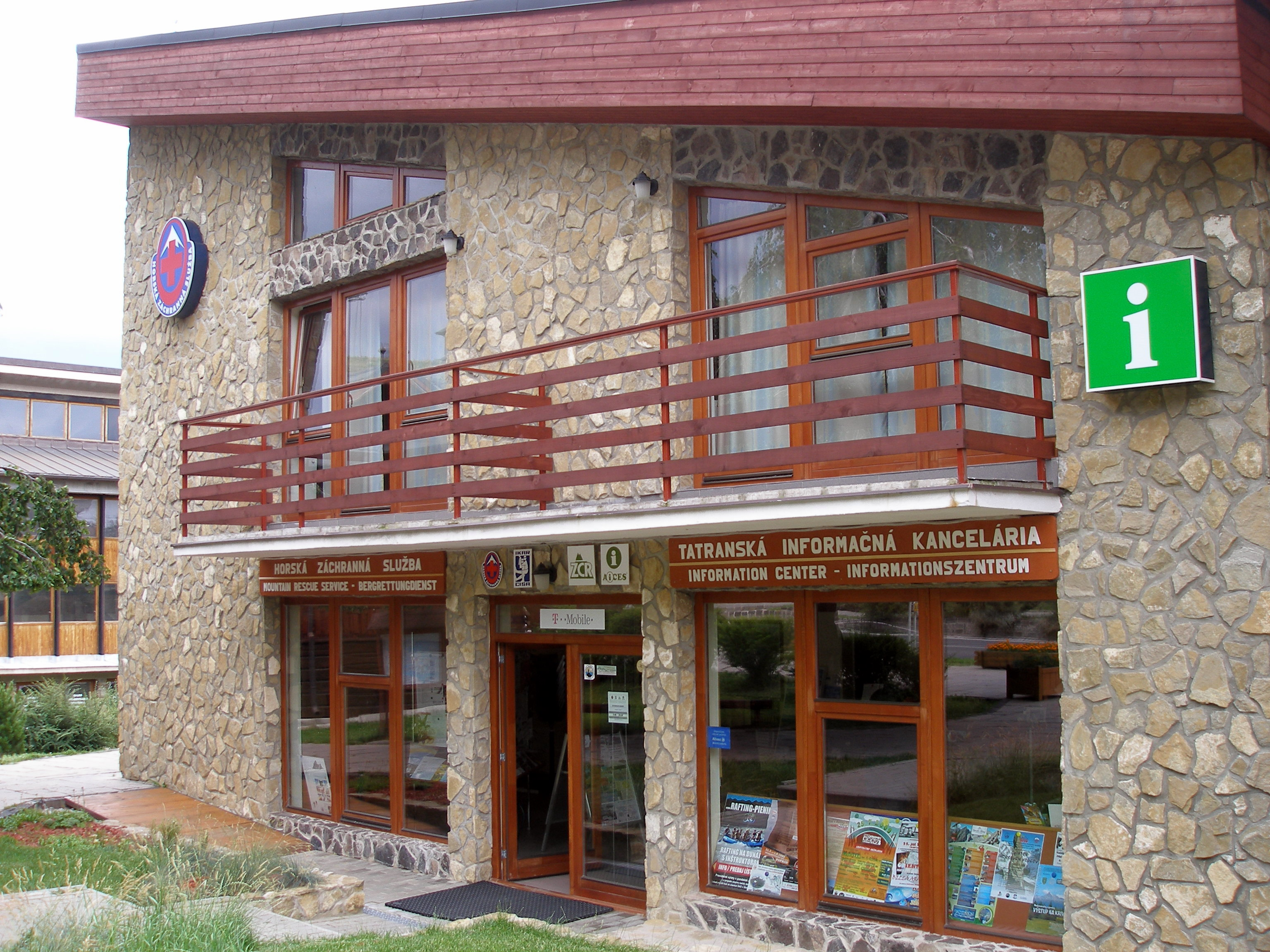
Dom Horskej služby – wspólna siedziba Górskiego Pogotowia Ratunkowego i Tatrzańskiego Pogotowia Górskiego, Stary Smokowiec

Tatranská horská služba – dobrovoľný zbor (słow. „Tatrzańskie Pogotowie Górskie – Oddział Ochotniczy”, THS DZ) – słowacka ochotnicza służba zajmująca się ratownictwem górskim na terenie Tatr Wysokich.

## Historia
Szczątkowe ratownictwo górskie, wykonywane w razie potrzeby przez przewodników, funkcjonowało na obszarze południowej części Tatr co najmniej od drugiej połowy XIX wieku, kiedy to założono Węgierskie Towarzystwo Karpackie. W późniejszym okresie obowiązki ratownicze przejęli na siebie członkowie kolejno: Klubu Czechosłowackich Turystów, klubu wspinaczkowego JAMES, Stowarzyszenia na rzecz Służby Ratunkowej oraz Klubu Słowackich Turystów i Narciarzy.
Plany dotyczące powołania Tatranskiej horskiej služby przedstawiono na zebraniu, które odbyło się 17 listopada 1948 roku. Do inicjatorów powstania służby należeli Otto Oktavián Krejčí, Ivan Bohuš oraz Anton Biringer. Pierwszym przewodniczącym został Michal Chudík. Przez kolejny rok przygotowywano Pogotowie do czekających je zadań. Na siedzibę obrano willę Klára w Górnym Smokowcu. Zanim jednak uruchomiono THS, ustawa nr 187/49 zlikwidowała 24 września 1949 roku Klub Słowackich Turystów i Narciarzy (KSTL) poprzez wcielenie go do Zjednoczonej Organizacji Wychowania Fizycznego Sokol (Jednotná telovýchovná organizácia Sokol). Równocześnie istnieć przestała służba górska świadczona przez KSTL.
Tatranská horská služba swoją profesjonalną działalność rozpoczęło 20 stycznia 1950 roku. Samodzielna działalność organizacji nie trwała jednak długo, bo już w 1954 roku powstała ogólnoczechosłowacka Horská služba, do której wcielono wszystkie organizacje ratownictwa górskiego. THS zostało przekształcone w grupę nowej służby odpowiedzialną za Tatry Wysokie i Bielskie. Dwa lata później zarząd tatrzańską grupą HS przekazano słowackiemu Tatrzańskiemu Parkowi Narodowemu (TANAP), a zawodowi ratownicy zostali pracownikami parku. Od tego czasu równolegle z nazwą Tatranská horská služba pojawiało się określenie Horská služba TANAPu (Pogotowie Górskie TANAP-u). Współpracę pomiędzy zawodową THS a ochotnikami z Pogotowia Górskiego (HS) koordynowała Regionalna Komisja Pogotowia Górskiego w Wysokich Tatrach (Oblastná komisia Horskej služby vo Vysokých Tatrách). 22 czerwca 1968 roku Horska služba, której częścią oficjalnie pozostawało Tatrzańskie Pogotowie Ratunkowe, została przyjęta w poczet członków Międzynarodowego Komitetu Ratownictwa Alpejskiego (IKAR).
We wrześniu 1990 roku ratownicy-ochotnicy z terenu Tatr Wysokich zostali przeniesieni z Horskiej služby do dyspozycji TANAP-u w zamiarze utworzenia jednolitej służby górskiej w Tatrach.
W maju 1997 roku w Ministerstwie Spraw Wewnętrznych zarejestrowano Ochotniczy Oddział Tatranskiej horskiej služby. Organizacja uzyskała status odrębnego podmiotu prawnego. Jednocześnie nowa służba zawarła porozumienie z dyrekcją Lasów Państwowych Tatrzańskiego Parku Narodowego, na mocy którego we współpracy ze Horską službą (obecnie z Horską záchranną službą) dokonuje czynności ratunkowych na obszarze Tatr Wysokich. 11 listopada 2000 roku do IKAR przyjęto również Tatrzańskie Pogotowie Górskie – Oddział Ochotniczy.
Naczelnikami Tatranskiej horskiej služby w przeszłości byli między innymi: František Mrázik, Július Andráši, Ján Klinko czy Ivan Urbanovič.

## Obecnie
Obecnie w THS pracuje około 75 osób (stan na 2008 rok), które współpracują w niezbędnym zakresie z Górskim Pogotowiem Ratunkowym (HZS) oraz słowackim Pogotowiem Górskim (HS). Siedzibą THS jest wybudowany w 1967 roku Dom Pogotowia Górskiego (Stary Smokowiec 23), w którym wspólnie mieszczą się służby zawodowa (HZS) i ochotnicza (THS).

### Zadania THS
- prowadzenie całodobowego centrum operacyjnego w siedzibie służby w Starym Smokowcu,
- prowadzenie akcji ratunkowych poszkodowanych turystów i taterników,
- prowadzenie działalności informacyjnej,
- patrolowanie terenu Tatrzańskiego Parku Narodowego,
- znakowanie szlaków turystycznych i wyposażenie ich w odpowiednie drogowskazy,
- instalowanie sztucznych udogodnień (łańcuchów i sztucznych stopni),
- decyzje w sprawach skrzynek i ksiąg pamiątkowych umieszczanych na szczytach,
- zimą stała służba na szlakach narciarskich,
- mierzenie pokrywy śniegowej i określanie zagrożenia lawinowego,
- łączność radiowa,
- obsługa imprez masowych,
- organizowanie kursów i szkoleń,
- znakowanie zimą szlaków tyczkami,
- zarządzanie położonymi na terenie gór polami namiotowymi,
- utrzymanie punktów ratowniczych w całych górach,
- prowadzenie strony internetowej w zakresie informowania o pokrywie śnieżnej oraz dostępności szlaków.

## Rekrutacja
Aby zostać ratownikiem Oddziału Ochotniczego Tatranskiej horskiej služby, należy wypełnić odpowiedni kwestionariusz, a następnie zdać egzamin z taternictwa, narciarstwa, skialpinizmu, orientacji w terenie Tatr Wysokich, a także posiadać odpowiednie umiejętności medyczne. Wpływ na ewentualne przyjęcie kandydata mieć mogą także zamieszkiwanie w pobliżu Tatr Wysokich, jego wiek oraz stan zdrowia. Po pozytywnym przejściu stażu w warunkach zarówno letnich, jak i zimowych, Walne Zgromadzenie członków THS przyjmuje takiego kandydata do swojego grona.